# Pakod, Zala
Pakod  este un sat în districtul Zalaszentgrót, județul Zala, Ungaria, având o populație de 941 de locuitori (2011). 

## Demografie
Componența etnică a satului Pakod
     Maghiari (95,8%)
     Germani (1,98%)
     Romi (1,17%)
     Alții (1,05%)
Componența confesională a satului Pakod
     Romano-catolici (67,38%)
     Fără religie (4,57%)
     Reformați (2,44%)
     Luterani (1,28%)
     Necunoscută (24,34%)
Conform recensământului din 2011, satul Pakod avea 941 de locuitori. Din punct de vedere etnic, majoritatea locuitorilor (95,8%) erau maghiari, existând și minorități de germani (1,98%) și romi (1,17%).  Din punct de vedere confesional, majoritatea locuitorilor (67,38%) erau romano-catolici, existând și minorități de persoane fără religie (4,57%), reformați (2,44%) și luterani (1,28%). Pentru 24,34% din locuitori nu este cunoscută apartenența confesională.